# Timofei Skrjabin
Timofei Skrjabin (russisch Тимофей Скрябин, wissenschaftliche Transliteration Timofej Skrjabin; * 14. November 1967 in Bălți, MSSR) ist ein ehemaliger sowjetischer Boxer.
Skrjabin nahm 1988 an den Olympischen Spielen in Seoul teil und errang nach Siegen über Zekaria Williams, Cook Islands (5:0), Joseph Lawlor, Irland (5:0), Hamed Halbouni, Syrien (5:0), und Melvin de Leon, Dominikanische Republik (3:2), und einer Halbfinalniederlage gegen den späteren Olympiasieger Kim Kwang-sun, Südkorea (5:0), die Bronzemedaille im Fliegengewicht (-51 kg). Bei den Europameisterschaften im Jahr darauf erreichte er das Finale im Bantamgewicht (-54 kg) und verlor dieses gegen Serafim Todorow, Bulgarien (3:2).
Skrjanin war noch bis zum Jahre 2000 aktiv und nahm u. a. an vier Europameisterschaften (1989, 1993, 1996, 1998) und vier Weltmeisterschaften (1989, 1993, 1995, 1997) teil, erreicht jedoch nie wieder die Medaillenränge. 2000 nahm Skrjabin die moldawische Staatsbürgerschaft an.